# 16 Pułk Strzelców Polskich (WP na Wschodzie)
16 Pułk Strzelców Polskich (16 psp) – oddział piechoty Wojska Polskiego na Wschodzie.

## Formowanie i zmiany organizacyjne
Pułk został sformowana w 1918 roku w składzie 5 Dywizji Strzelców Polskich II Korpusu. Początkowo składał się z jednego batalionu i liczył ok. 100 żołnierzy. Rozbrojony przez Niemców w maju 1918 roku, przestał istnieć.

## Żołnierze pułku
- ppłk Franciszek Korewo - dowódca pułku[3][4]
- Kazimierz Nizieński
- Jan Niedziołek